# Bản đồ Luân Đôn

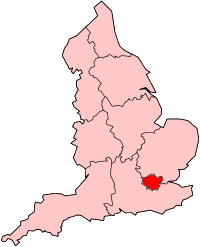
Phạm vi địa lý của bản đồ vùng Luân Đôn.

Bản đồ Luân Đôn (tiếng Anh: London Plan) là một tài liệu bản đồ do Thị trưởng Luân Đôn tạo ra, thuộc nước Anh trong Vương quốc Liên hiệp Anh và Bắc Ireland, được Cơ quan Đại Luân Đôn xuất bản. Bản đồ được công bố lần đầu dưới dạng hoàn chỉnh vào ngày 10 tháng 2 năm 2004 và đã được cải thiện lại. Phiên bản hiện nay công bố vào tháng 2 năm 2008. Cải thiện đề xuất mới nhất cho Bản đồ Luân Đôn được công bố vào tháng 4 năm 2009, Với các thảo luận bàn bạc vào tháng 10 năm 2009, bản đồ mới dự kiến sẽ đưa ra vào năm 2011.

## Mục tiêu

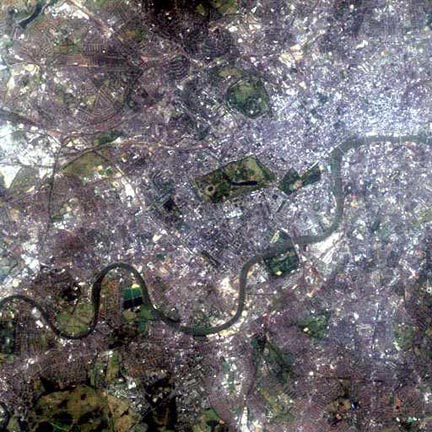
Sự phát triển không được xâm phạm các mảng xanh.

Bản đồ quy hoạch là chiến lược phát triển từng phần cho vùng Đại Luân Đôn với 6 mục tiêu đề ra:
1. Để đáp ứng tốc độ tăng trưởng của Luân Đôn trong phạm vi ranh giới của nó mà không xâm lấn vào các không gian mở
2. Khiến Luân Đôn trở thành một thành phố tốt hơn cho những con người sinh sống tại đó
3. Làm cho Luân Đôn trở thành một thành phố thịnh vượng với tốc độ tăng trưởng kinh tế mạnh mẽ và đa dạng
4. Để thúc đẩy hòa nhập xã hội và giải quyết vấn đề thiếu thốn và phân biệt đối xử
5. Cải thiện tiếp cận vào Luân Đôn
6. Khiến Luân Đôn trở thành một thành phố xanh, thiết kế tốt và thu hút hơn.

## Chính sách
| Thứ tự | Tên gọi                    | Tóm tắt chính sách                                                                                     |
| ------ | -------------------------- | --- |
| 1      | Định vị Luân Đôn           | Phân tích của các nguồn lực làm cơ sở cho vị trí trong quá khứ và tương lai của Luân Đôn trên thế giới |
| 2      | Chiến lược phát triển rộng | Chính sách phát triển bền vững mang tính chiến lược                                                    |
| 3      | Chính sách chuyên môn      | Tăng trưởng dân số, tăng trưởng kinh tế, giao thông, phát triển                                        |
| 4      | Chính sách xuyên suốt      | Môi trường, chất lượng cuộc sống, di sản, Mạng lưới Blue Ribbon                                        |
| 5      | Tiểu vùng                  | Phát triển mạng lưới phát triển tiểu vùng                                                              |
| 6      | Mở rộng tầm nhìn           | Phân phối, chỉ thị thực hiện, giám sát                                                                 |

## Khu vực cơ hội
Bản đồ Quy hoạch xác định hàng chục khu vực cơ hội, nơi sẽ tập trung phần lớn nỗ lực với mục tiêu giảm thiếu thốn xã hội và tạo sự phát triển bền vững. Các khu vực cơ hội sẽ có thể cung cấp khoảng 5.000 việc làm cho khoảng 2.500 hộ gia đình. Các khu vực cơ hội chủ yếu sẽ là trung tâm thành phố, trái ngược với sự phát triển ngoại ô tại các khu tự quản - mặc dù chúng cũng được xem là đóng vai trò quan trọng đối với tăng trưởng việc làm và chất lượng cuộc sống.

## Tiểu vùng
Theo mục đích của bản đồ, Luân Đôn được chia thành 5 tiểu vùng. Các vùng hiện tại được công bố vào tháng 2 năm 2008 như là một phần của Bản đồ Quy hoạch cải tổ mới Luân Đôn. Các tiểu vùng được phân bố toả ra từ trung tâm đến các khu tự quản kết hợp trong và ngoài Luân Đôn. Những tiểu vùng này là:
| Tiểu vùng | Khu tự quản Luân Đôn                                                                               | Dân số    | Việc làm  | Bản đồ                                                   |  |
| --------- | -------------------------------------------------------------------------------------------------- | --------- | --------- | -------------------------------------------------------- |  |
| Đông Bắc  | Barking & Dagenham, Thành phố Luân Đôn, Havering, Newham, Redbridge, Tower Hamlets, Waltham Forest | 1,4 triệu | 900.000   | NE Lưu trữ ngày 8 tháng 4 năm 2012 tại Wayback Machine   |  |
| Bắc       | Barnet, Camden, Enfield, Hackney, Haringey, Islington, Westminster                                 | 1,7 triệu | 1.5 triệu | N Lưu trữ ngày 14 tháng 8 năm 2012 tại Wayback Machine   |  |
| Đông Nam  | Bexley, Bromley, Greenwich, Lewisham, Southwark                                                    | 1,3 triệu | 500.000   | SE Lưu trữ ngày 15 tháng 10 năm 2012 tại Wayback Machine |  |
| Tây Nam   | Croydon, Kingston, Lambeth, Merton, Richmond, Sutton, Wandsworth                                   | 1,6 triệu | 730.000   | SW Lưu trữ ngày 14 tháng 8 năm 2012 tại Wayback Machine  |  |
| Tây       | Brent, Ealing, Hammersmith & Fulham, Harrow, Hillingdon, Hounslow, Kensington & Chelsea            | 1,6 triệu | 900.000   | W Lưu trữ ngày 14 tháng 8 năm 2012 tại Wayback Machine   |  |

Từ 2004 đến 2008, các tiểu vùng ban đầu giống như các khu vực mà Hội đồng Học tập và kỹ năng thành lập năm 1999: Trong bản sắp xếp này có một tiểu vùng trung tâm riêng biệt. Khu vực Thames Gateway hoàn toàn nằm trong tiểu vùng Đông Luân Đôn. Từng tiểu vùng từ năm 2004 đến năm 2008 đều có Cơ cấu phát triển tiểu vùng, đó là:
| Tiểu vùng | Khu tự quản Luân Đôn | Dân số (2001) |  |
| --------- | --- | ------------- |  |
| Trung tâm | Camden, Kensington & Chelsea, Islington, Lambeth, Southwark, Wandsworth, Westminster. Although it is not part of the sub region Hammersmith Fulham is often considered part of central London. | 1.525.000     |  |
| Đông      | Barking & Dagenham, Bexley, Thành phố Luân Đôn, Greenwich, Lewisham, Hackney, Havering, Newham, Redbridge, Tower Hamlets                                                                       | 1,991,000     |  |
| Bắc       | Barnet, Enfield, Haringey, Waltham Forest | 1.042.000     |  |
| Nam       | Bromley, Croydon, Kingston, Merton, Richmond, Sutton | 1.329.000     |  |
| Tây       | Brent, Ealing, Hammersmith & Fulham, Harrow, Hillingdon, Hounslow | 1.421,000     |  |

Được xác định riêng biệt là "Vùng năng động trung tâm", bao gồm các khu vực có mức độ tập trung hoạt động thủ đô rất cao.

## Trung tâm năng động
Tất cả các trung tâm năng động đều được phân loại vào hai trung tâm quốc tế: West End và Knightsbridge; 11 trung tâm thủ đô như Bromley, Croydon, Sutton và Romford; 35 trung tâm chính như Brixton, East Ham, Bexleyheath và Woolwich; và 156 quận trung tâm như Hornchurch, Penge, Stoke Newington và Welling. Hơn 1.200 trung tâm địa phương và lân cận nhỏ hơn cũng được xác định trên bản đồ.
| Trung tâm quốc tế (2)                   | West End, Knightsbridge | BromleyCroydonEalingHarrowHounslowKingston · IlfordRomfordSuttonUxbridgeWood GreenWest End · Knightsbridge |
| Trung tâm thủ đô (11)                   | Bromley, Croydon, Ealing, Harrow, Hounslow, Kingston, Ilford, Romford, Sutton, Uxbridge, Wood Green. | BromleyCroydonEalingHarrowHounslowKingston · IlfordRomfordSuttonUxbridgeWood GreenWest End · Knightsbridge |
| Trung tâm chính (35)                    | Angel, Barking, Bexleyheath, Brixton, Camden Town, Canary Wharf, Catford, Chiswick, Clapham Junction, Dalston, East Ham, Edgware, Eltham, Enfield Town, Fulham, Hammersmith, Holloway Nag's Head, Kensington High Street, Kilburn, King's Road East, Lewisham, Orpington, Peckham, Putney, Richmond, Queensway/Westbourne Grove, Southall, Stratford, Streatham, Tooting, Walthamstow, Wandsworth, Wembley, Wimbledon, Woolwich | BromleyCroydonEalingHarrowHounslowKingston · IlfordRomfordSuttonUxbridgeWood GreenWest End · Knightsbridge |
| Trung tâm quận (156)                    | Acton, Addiscombe, Angel Edmonton, Archway, Bakers Arms, Balham, Barkingside, Beckenham, Bethnal Green, Blackheath, Borough High Street, Brent Street, Brentford, Burnt Oak, Camberwell, Canning Town, Chadwell Heath, Cheam, Cheapside, Chipping Barnet, Chrisp Street, Church End, Finchley, Church Street/Edgware Road, Clapham High Street, Colindale/The Hyde, Collier Row, Coulsdon, Crayford, Cricklewood, Crouch End, Crystal Palace, Dagenham/Heathway, Deptford, Downham, Dulwich - Lordship Lane, Ealing Road, Earls Court Road, East Beckton, East Finchley, East Sheen, Eastcote, Edgware Road South, Edmonton Green, Elephant and Castle, Elm Park, Feltham High Street, Finsbury Park, Fleet Street, Forest Gate, Forest Hill, Fulham Road (east), Fulham Road (west), Gants Hill, Golders Green, Green Lanes, Greenford, Greenwich West, Hampstead, Hanwell, Harlesden, Harold Hill, Harrow Road, Hayes, Hendon Central, Hornchurch, Ickenham, Isle of Dogs/Canary Wharf, Kentish Town, Kenton, King's Road, Kingsbury, Leadenhall Market, Lee Green, Leytonstone, Liverpool Street, Lower Marsh, Mare Street, Marylebone High Street, Mill Hill, Mitcham, Moorgate, Morden, Muswell Hill, Neasden, New Barnet, New Cross, New Malden, Norbury, North Cheam, North Chingford, North Finchley, North Harrow, Northwood Hills, Notting Hill Gate, Palmers Green, Penge, Petts Wood, Pinner, Plumstead, Poplar, Portobello Road, Preston Road, Purley, Rainham, Rayners Lane, Roman Road (east), Rosehill, Ruislip, Shepherds Bush, Sidcup, South Chingford, South Harrow, South Kensington, South Norwood, South Woodford, Southgate, St John's Wood, Stanmore, Stockwell, Stoke Newington, Surbiton, Surrey Quays/Canada Water, Swiss Cottage/Finchley Road, Sydenham, Teddington, Temple Fortune, Thamesmead, Thornton Heath, Tolworth, Tottenham, Tulse Hill, Twickenham, Upminster, Upper Norwood, Upton Park, Wallington, Walworth Road Wanstead, Đường Warwick Way/Tachbrook, Watney Market, Wealdstone, Welling, Wembley Park, Đường West Green, West Hampstead, West Norwood, West Wickham, Whetstone, Whitechapel, Whitton, Willesden Green, Worcester Park, Yiewsley/West Drayton | BromleyCroydonEalingHarrowHounslowKingston · IlfordRomfordSuttonUxbridgeWood GreenWest End · Knightsbridge |
| Trung tâm địa phương và lân cận (1.200) | | BromleyCroydonEalingHarrowHounslowKingston · IlfordRomfordSuttonUxbridgeWood GreenWest End · Knightsbridge |